# Коефициент на пълнота
Коефициент на пълнота са числени показатели, характеризиращи пълнотата на обводите на плавателен съд. Има четири коефициента на пълнота:
- α – коефициент на пълнота по конструктивната водолиния, отношение на площта на водолинията към площта на описания правоъгълник;
- β – коефициент на пълнота на подводната част (по мидъл шпангоута), отношение на площта на подводната част на мидълшпангоута към площта на описания правоъгълник;
- δ – коефициент на обща пълнота, отношение на водоизместимостта към обема на описания паралелепипед.
- φ – коефициент на надлъжна пълнота, отношение на водоизместимостта към обема на прав цилиндър с основа подводната част на мидълшпангоута.

Коефициентите на пълнота винаги са в диапазона 0…1. Всеки клас кораби има характерни за него стойности на коефициентите на пълнота. Колкото по-голям е коефициента, толкова по обли са обводите на съда и обратно, колкото е по-малък, толкова обводите са изтеглени и заострени. По облите обводи означават по-голяма товароподемност, но и по-малка скорост, сравнено със съдовете с по-малки стойности на коефициентите на пълнота.
Коефициентите на пълнота се определят по следните съотношения:
{\displaystyle \alpha ={\frac {S_{W}}{L\cdot B}};}
{\displaystyle \beta ={\frac {S_{M}}{B\cdot T}};}
{\displaystyle \delta ={\frac {V}{L\cdot B\cdot T}};}
{\displaystyle \varphi ={\frac {V}{L\cdot S_{M}}}={\frac {\delta }{\beta }},}
където
{\displaystyle ~V} – водоизместимост;
{\displaystyle ~S_{W}} – площ на хоризонталната проекция на корпуса по водолинията;
{\displaystyle ~S_{M}} – площ на подводната част по мидъл шпангоута;
{\displaystyle ~L} – дължина на съда по водолинията;
{\displaystyle ~B} – ширина на съда по водолинията;
{\displaystyle ~T} – средно газене на съда.
Типични коефициенти на пълнота за различни класове съдове
| Класове кораби и съдове  | α           | β            | δ           |
| ------------------------ | ----------- | ------------ | ----------- |
| Линкори                  | 0,70 – 0,77 | 0,90 – 0,96  | 0,57 – 0,63 |
| Крайцери                 | 0,69 – 0,72 | 0,86 – 0,89  | 0,45 – 0,65 |
| Разрушители              | 0,70 – 0,73 | 0,76 – 0,86  | 0,40 – 0,54 |
| Лайнери                  | 0,75 – 0,82 | 0,95 – 0,96  | 0,57 – 0,71 |
| Морски пътнически съдове | 0,70 – 0,80 | 0,85 – 0,96  | 0,45 – 0,65 |
| Големи товарни съдове    | 0,80 – 0,85 | 0,95 – 0,98  | 0,70 – 0,78 |
| Средни товарни съдове    | 0,82 – 0,86 | 0,96 – 0,98  | 0,70 – 0,78 |
| Ледоразбивачи            | 0,75 – 0,77 | 0,80 – 0,83  | 0,46 – 0,52 |
| Големи ветроходни съдове | 0,70 – 0,83 | 0,70 – 0,94  | 0,42 – 0,47 |
| Речни пътнически съдове  | 0,78 – 0,87 | 0,98 – 0,998 | 0,70 – 0,89 |